# Tilburg Trappers

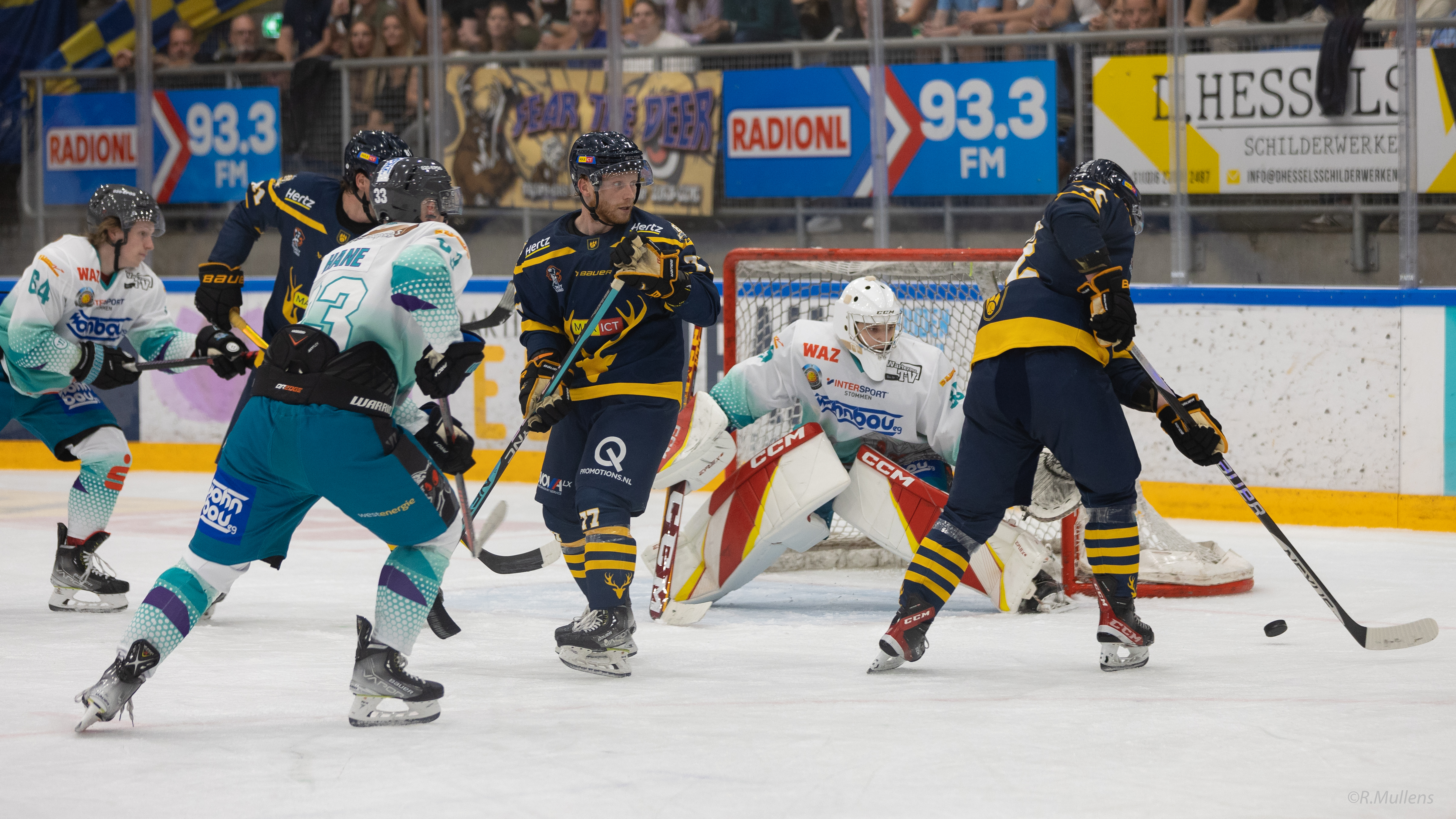
Tilburg Trappers vs. ESC Wohnbau Moskitos Essen

Tilburgse IJssportclub (TIJSC) Tilburg Trappers is een ijshockeyclub uit Tilburg. Het eerste team ging in 2015 in de Oberliga (de derde divisie van Duitsland) spelen. Tot 2015 kwam Tilburg Trappers uit in de Nederlandse Eredivisie, maar door het relatief lage niveau van het Nederlandse ijshockey besloot de club in Duitsland te gaan spelen. Tilburg Trappers won vijftien keer het Nederlandse landskampioenschap en vijftien keer de Nederlandse beker.

## Geschiedenis
Op 21 oktober 1938 wordt TIJSC (Tilburgsche IJs Sport Club) opgericht. Nadat de club op 18 januari 1939 officieel erkend is, wordt de eerste wedstrijd op 3 maart 1939 tegen een team uit Brussel gespeeld. Tilburg verliest deze wedstrijd met 6-2. In het seizoen 1946/47 mag de club zich voor het eerst officieel kampioen van Nederland noemen.
Omdat in 1952 de thuisbaan van TIJSC, de ijsbaan aan de Elzenstraat, wordt gesloten, wordt er enkele jaren geen ijshockey gespeeld in Tilburg. Met het openen van de kunstijsbaan Theresia in 1964 komt hier weer verandering in. TIJSC gaat door onder de naam TIJSC Tilburg Trappers. Na vijf jaar wordt de nieuwe overdekte ijsbaan de Pellikaanhal de nieuwe thuishaven van de Trappers.
Tilburg wint de competitie zes keer achter elkaar vanaf het seizoen 1970/71 tot het seizoen 1975/76. In deze zes seizoenen winnen de Tilburgers 131 wedstrijden, spelen drie keer gelijk en verliezen acht keer. In het het seizoen 1974/75 wordt zelfs 32 keer achter elkaar gewonnen. Vanaf het seizoen 1972/73 wordt ook de bekercompetitie in Nederland geïntroduceerd. Trappers wint de eerste vier edities. Tegelijkertijd wordt ook nog eens de halve finale van de Europa Cup gehaald.
Na de jaren tachtig, die worden afgesloten zonder kampioenschappen, weten de Trappers in de jaren negentig weer drie keer kampioen te worden en vier keer de beker te winnen. Vanaf 1998 speelt het team op de huidige thuishaven, de Stappegoorijsbaan. In het seizoen 2000/01 weet de club nog een keer de dubbel te pakken en in 2005/06 wordt de beker weer gepakt. Op zondag 18 maart 2007 wordt voor de twaalfde keer de landstitel gepakt, nadat Heerenveen in de play-off-finale met een 'clean sweep' naar huis wordt gestuurd: 3-0.
Seizoen 2007/08 is voor de Trappers erg succesvol. De supercup, de beker, en het landskampioenschap worden gewonnen. De Flyers uit Heerenveen waren wederom de tegenstander in de finalereeks. Tilburg Trappers werd op 22 maart kampioen in de uitwedstrijd tegen Heerenveen en sloot de play-off-finale af met een 3-1-overwinning.
Tijdens seizoen 2012/13 speelde Dale Weise van de Vancouver Canucks als eerste actieve speler uit de NHL tijdelijk voor de Tilburg Trappers. Het seizoen wordt afgesloten met een play-off finale plaats die verloren gaat tegen HYS The Hague. Tilburg Trappers weet dit seizoen wel de beker te veroveren.
Seizoen 2013/14 is een succesvol seizoen voor Tilburg Trappers; zowel het landskampioenschap, de beker als de Ron Bertelingschaal (Super Cup) worden binnengehaald.
Seizoen 2014/15 is het laatste seizoen dat het eerste team van Tilburg Trappers uitkomt in de Nederlandse competitie. In dit seizoen weet Tilburg Trappers wederom alle prijzen binnen te halen; de beker, de Ron Bertelingschaal én het kampioenschap, telkens is UNIS Flyers Heerenveen de verliezend tegenstander in de finales.

## Duitse competitie
Tilburg Trappers is in het seizoen 2015/16 in de Duitse Oberliga Nord gaan spelen, de derde divisie van Duitsland. Hierin werd de club dat seizoen kampioen door in de finaleserie (best of five) EHC Bayreuth over drie wedstrijden te verslaan. Aan het kampioenschap was geen promotie verbonden, omdat voor het seizoen al was afgesproken dat Tilburg Trappers ook in 2016/17 in de Oberliga zou spelen. Hierin werd de club ook dat seizoen kampioen. Ditmaal wonnen de Tilburgers in de finaleserie met drie wedstrijden tegen één van Tölzer Löwen. Er was opnieuw - volgens afspraak - geen promotie verbonden aan het kampioenschap.
In het derde Oberliga seizoen wist Tilburg Trappers de reguliere competitie te winnen en de ploeg kwalificeerde zich daarmee voor de playoffs. In de playoffs wist de ploeg uit Tilburg voor de eerste keer het kampioenschap van Oberliga Nord te winnen met 110 punten uit 44 wedstrijden en een voorsprong van 28 punten op het als tweede geëindigde Saale Bulls Halle.
Voor de derde opeenvolgende keer behaalde Tilburg Trappers de finale door in de eerste ronde Blue Devils Weiden te verslaan (3-0). In de tweede ronde werd Eisbären Regenburg eveneens in drie wedstrijden uitgeschakeld (3-0). In de halve finale tegen Hannover Scorpions waren er vijf wedstrijden nodig om de finale te behalen: 3-2
Tegenstander in de Oberliga Finale 2017/18 is Deggendorf SC. 
De Tilburgse club wonnen drie seizoenen op rij de titel Oberliga Meister maar verliest de finale in 2018/2019 van de EV Landshut. In 2019/2020 worden de Tilburgers nog wel Oberliga Nord Meister, vlak voor de competitie wordt afgebroken vanwege Corona. Trappers weet in de seizoenen daarna telkens de play-offs te bereiken maar wordt steeds voortijdig uitgeschakeld.  
In het seizoen 2020/2021 plaatst Trappers zich achter de Hannover Scorpions als tweede in de Oberliga Nord. Na een twee eenvoudige overwinningen op Black Dragons Erfurt verliest Trappers in de halve finale van EV Herne Miners. Dit zou tevens het laatste seizoen zijn dat Bo Subr coach is van de Trappers.
Het seizoen erop krijgt Tilburg Trappers een nieuwe coach; Dave Livingston. Samen met assistent coach Joshua Mizerek gidst hij Tilburg naar een derde plaats in de competitie, twaalf punten achter Saale Bulls Halle en zeven punten achter Hannover Scorpions. Net als een jaar eerder is de eerste- en de tweede ronde van de playoffs een wereld van verschil. In de achtste finales wordt Höchstadt Alligators over drie wedstrijden aan de kant gezet, maar vervolgens wordt er kansloos verloren in de kwartfinales van Memmingen Indians die uiteindelijk de finale zouden verliezen van Regensburg. 
Dave Livingston is voorafgaand het seizoen 2022/2023 vervangen door Doug Mason. Mason speelde tien seizoenen achter elkaar in de jaren zeventig en tachtig voor Trappers. De club wordt op doelsaldo derde in de Oberliga-Nord. Na het reguliere seizoen winnen de Tilburg Trappers de verre wedstrijden tegen EC Peiting, maar in de kwartfinales wordt verloren van Starbulls Rosenheim. Rosenheim zou ook de latere finale winnen en promoveren naar de DEL2. 
In 2023-2024 speelt Trappers beter dan in de drie jaar ervoor. De ploeg wint 26 van de 44 wedstrijden en wordt tweede, achter Hannover Scorpions. In de achtste finales van de playoffs is Trappers een paar maten te groot voor de Tölzer Löwen en de ronde erop wordt er knap gewonnen van Deggendorf SC. Trappers strandt uiteindelijk in de halve finales waarin Blue Devils Weiden door gaat. De afgelopen jaren werd Trappers altijd uitgeschakeld door een latere finalist. De afgelopen twee jaar was dit zelfs de ploeg die zou promoveren naar de DEL2. 
Inmiddels is Trappers bezig met zijn tiende seizoen in de Oberliga. Doug Mason is met ijshockeypensioen en Todd Warringer is in 2024-2045 de coach. Warringer speelde nog onder de vorige coach Doug Mason bij de Kölner Haie.

## Spelers

### Selectie 2024/2025
| Goalies     | Goalies                               | Goalies            | Goalies       | Goalies                     | Goalies | Goalies | Goalies                  | Goalies                               |
| Nr.         |                                       | Naam               | Geboortedatum | Geboorteplaats              | Lengte  | Vangt   | Trappers I sinds seizoen | Vorige team                           |
| ----------- | ------------------------------------- | ------------------ | ------------- | --------------------------- | ------- | ------- | ------------------------ | ------------------------------------- |
| 1           | Vlag van Nederland                    | Mendo van Dijk     | 15-01-2006    | Tilburg, Nederland          | 175 cm  | L       | 2022-2023                |                                       |
| 33          | Vlag van Nederland                    | Ruud Leeuwesteijn  | 03-01-1997    | Dordrecht, Nederland        | 187 cm  | L       | 2015-2016                | Eindhoven Kemphanen                   |
| 67          | Vlag van Nederland · Vlag van Canada  | Cedrick Andree     | 07-06-2000    | Ottawa, ON, Canada          | 179 cm  | L       | 2022-2023                | Univ. of Prince Edward Island, Canada |
| Verdedigers |                                       |                    |               |                             |         |         |                          |                                       |
| Nr.         |                                       | Naam               | Geboortedatum | Geboorteplaats              | Lengte  | Schiet  | Trappers I sinds seizoen | Vorige team                           |
| 5           | Vlag van Nederland                    | Giovanni Vogelaar  | 06-08-1996    | Den Haag, Nederland         | 188 cm  | R       | 2015-2016                | UNIS Flyers Heerenveen                |
| 7           | Vlag van Nederland · Vlag van Rusland | Alexei Loginov     | 08-01-1993    | Saratov, Rusland            | 180 cm  | L       | 2010-2011                | Zauralie Kurgan, Rusland              |
| 13          | Vlag van Nederland                    | Jordy verkiel      | 23-12-1996    | Dordrecht, Nederland        | 183 cm  | R       | 2012-2013                |                                       |
| 16          | Vlag van Nederland                    | Kilian van Gorp    | 17-02-1995    | Udenhout, Nederland         | 191 cm  | L       | 2014-2015                | Eindhoven Kemphanen                   |
| 20          | Vlag van Nederland                    | Noah Muller        | 04-11-1998    | Amsterdam, Nederland        | 176 cm  | R       | 2020-2021                | St. Michael's College, VS             |
| 43          | Vlag van Nederland                    | Björn Borgman      | 28-05-2002    | Purmerend, Nederland        | 166 cm  | L       | 2023-2024                | UltimAir Hijs Hokij                   |
| 48          | Vlag van Nederland                    | Chay Schults       | 14-01-2003    | Tilburg, Nederland          | 180 cm  | R       | 2022-2023                |                                       |
| 89          | Vlag van Nederland                    | Mike Dalhuisen     | 24-01-1989    | Nijmegen, Nederland         | 188 cm  | L       | 2024-2025                | Sydney Ice Dogs, Australië            |
| Aanvallers  |                                       |                    |               |                             |         |         |                          |                                       |
| Nr.         |                                       | Naam               | Geboortedatum | Geboorteplaats              | Lengte  | Schiet  | Trappers I sinds seizoen | Vorige team                           |
| 4           | Vlag van Nederland                    | Ties van Soest     | 13-05-2000    | Son en Breugel, Nederland   | 193 cm  | R       | 2020-2021                | South Shore Kings, VS                 |
| 11          | Vlag van Nederland                    | Kobe Roth          | 11-01-1997    | Mason City, IA, VS          | 175 cm  | L       | 2024-2025                | Coventry Blaze, Engeland              |
| 26          | Vlag van Nederland                    | Jonne de Bonth     | 23-04-1998    | Tilburg, Nederland          | 188 cm  | L       | 2015-2016                | Eindhoven Kemphanen                   |
| 28          | Vlag van Nederland                    | Delaney Hessels    | 10-09-2001    | Nijmegen, Nederland         | 180 cm  | L       | 2018-2019                |                                       |
| 29          | Vlag van Nederland · Vlag van Canada  | D'Artagnan Joly    | 07-04-1999    | Gatineau, QC, Canada        | 191 cm  | R       | 2023-2024                | Black Dragons Erfurt, Duitsland       |
| 36          | Vlag van Nederland                    | Marvin Timmer      | 27-04-2003    | 's-Hertogenbosch, Nederland | 179 cm  | R       | 2020-2021                |                                       |
| 41          | Vlag van Nederland                    | Jay Huisman        | 01-05-2002    | Zoetermeer, Nederland       | 188 cm  | L       | 2023-2024                | UltimAir Hijs Hokij                   |
| 59          | Vlag van Nederland                    | Jari Versantvoort  | 06-02-2006    | Tilburg, Nederland          | 175 cm  | R       | 2024-2025                |                                       |
| 68          | Vlag van Nederland                    | Donny van Belkom   | 21-10-2007    | Tilburg, Nederland          | 178 cm  | L       | 2023-2024                |                                       |
| 71          | Vlag van Canada                       | Anthony Rinaldi    | 17-08-1995    | Pierrefonds, QC, Canada     | 183 cm  | R       | 2024-2025                | Dundee Stars, Engeland                |
| 77          | Vlag van Nederland                    | Reno de Hondt      | 06-10-1995    | Tilburg, Nederland          | 168 cm  | R       | 2014-2015                | Flint Jr. Generals, VS                |
| 81          | Vlag van Nederland                    | Max Hermens        | 31-10-1997    | Zoetermeer, Nederland       | 180 cm  | L       | 2017-2018                | Nacka HK, Zweden                      |
| 82          | Vlag van Nederland                    | Justin van der Ven | 06-08-2002    | Goirle, Nederland           | 179 cm  | L       | 2024-2025                | Lausitzer Füchse, Duitsland           |
| 86          | Vlag van Canada                       | Phil Marinaccio    | 14-04-1993    | Woodbridge, ON, Canada      | 178 cm  | L       | 2024-2025                | Västerviks IK, Zweden                 |
| 95          | Vlag van Nederland                    | Danny Stempher     | 05-08-1995    | Zoetermeer, Nederland       | 178 cm  | L       | 2015-2016                | Eindhoven Kemphanen                   |

Coach is Todd Warringer (), die wordt bijgestaan door assistent coach Dennis ten Bokkel ().

## Ingetrokken nummers
- 02 Huub van Dun, D, 438 wedstrijden (1965-1977); 37 Goals + 132 Assists = 169 Points
- 08 John MacDonald, FW, 600 wedstrijden (1964-1981); 436 Goals + 571 Assits = 1007 Points
- 09 Jiri Petrnousek, D, 521 wedstrijden(1968-1981); 376 Goals + 705 Assists = 1081 Points
- 10 Joe Simons, FW, 441 wedstrijden(1964-1980); 743 Goals + 405 Assists = 1148 Points
- 15 Klaas van den Broek, FW, 630 wedstrijden (1969-1985); 391 Goals + 396 Assists = 787 Points
- 17 Frank Jacobs, D, 631 wedstrijden (1984-1998); 28 Goals + 202 Assists = 230 Points
- 18 Rody Jacobs, D, 892 wedstrijden (1995-2013); 80 Goals + 233 Assist = 313 Points
- 19 Peter van Biezen, FW, 836 wedstrijden (2000-2017); 285 goals + 551 assists = 836 Points
- 25 Bjorn Willemse, D, 727 wedstrijden (2001-2017); 122 Goals - 326 Assist = 448 Points
- 30 Jerry Göbel, G, 445 wedstrijden (1970-1980); 0 Goals + 2 Assists = 2 Points
- 31 Martin Trommelen, G, 954 wedstrijden (1986-2007); 0 Goals + 18 Assists = 18 Points
- 39 Ian Meierdres, G, 840 wedstrijden (2003-2022); 0 Goals + 17 Assists = 17 Points